# Нейтропенія
Нейтропенія — абнормально мала концентрація  нейтрофілів (одного з типів клітин білої крові) в крові. Нейтрофіли складають питому більшість циркулюючих білих кров'яних клітин серед інших і слугують первинним захистом від інфекцій, знищуючи бактерії, бактеріальні фрагменти та віруси, зв'язані імуноглобулінами. Пацієнти з нейтропенією більш сприйнятливі до бактеріальних інфекцій, часто, без своєчасної медичної допомоги, стан може стати небезпечним для життя, — явище відоме як нейтропенічний сепсис.
Нейтропенія є симптомом багатьох хвороб крові, може бути гострою (при цьому тимчасовою) або хронічною (довготривалою). Сам термін часто може вживатися як лейкопенія (дефіцит білих клітин крові) зважаючи на те, що нейтрофіли є найбільш питомо чисельними серед лейкоцитів.

## Етіологія
Причини нейтропенії розділяють на хронічні та транзиторні.
Грам-позитивні бактерії, що присутні в 60-70 % всіх бактеріальних інфекцій, такі як, наприклад Staphylococcus aureus.
Інші причини вродженої нейтропенії можуть бути синдром Швахмана-Даймонда, циклічна нейтропенія, синдроми ураження кісткового мозку, Хрящово-волосяна гіпоплазія, ретикулярний дисгенез, синдром Барта. Причиною можуть також бути віруси, які атакують клітини-попередники нейтрофілів. Патогенний вплив на нейтрофіли здійснюють вірус краснухи і цитомегаловірус.
Хоча організм може з часом відновлювати нормальний рівень нейтрофілів, у деяких випадках знищення надмірно великої кількості нейтрофілів може привести до нейтропенії. Приклад можливих причини:
- Бактеріальний або грибковий сепсис
- Некротичний ентероколіт, де популяція нейтрофілів мігрує в кишки та очеревину
- Аллоіммунна неонатальна нейтропенія — материнський організм виробляє антитіла проти нейтрофілів плода
- Спадкова аутоімунна нейтропенія
- Автоімунна нейтропенія новонароджених, сенсибілізація своїх антигенів[7]

## Епідеміологічні особливості
Нейтропенія зазвичай виявляється незабаром після народження й уражає від 6 % до 8 % від загального числа новонароджених у відділеннях інтенсивної терапії новонароджених. З приблизно 600000 новонароджених, які лікуються в відділеннях інтенсивної терапії новонароджених у США, у 48000 може бути діагностована нейтропенія. Захворюваність не неї вище у недоношених дітей. Показник може варіювати в 6—58 % серед недоношених новонароджених з діагнозом аутоімунних захворювань. Захворюваність на нейтропенію корелює зі зменшенням маси тіла при народженні. Розлади спостерігають у 38 % у дітей раннього віку, які важать менше, ніж 1000г, 13 % дітей з масою тіла менше 2500 г, і 3 % доношених дітей вагою понад 2500 г. Нейтропенія часто має тимчасовий характер, клінічно проявляючись у більшості новонароджених дітей тільки в перші кілька днів після народження; в інших, вона стає все більш тяжкою і хронічною, що вказує на вроджені недоліки імунітету.

## Патогенез
По механізму розвитку нейтропенії можна поділити на спадкові та набуті. У випадку спадкової нейтропенії (циклічна нейтропенія) лежить аутосомно-домінантна, мутація в гені, який відповідає за утворення нейтрофільної еластази, — як загальна причина подібного стану. Набута нейтропенія (імунно-асоційована нейтропенія) є розвиток анти-нейтрофільних антитіл, що працюють на виявлення специфічних для нейтрофілів антигенів, в кардинальній мірі знижуючи функцію нейтрофілів
Нейтропенічна гарячка може ускладнити лікування раку. Спостереження педіатричних хворих відзначали, що грибкові інфекції частіше розвивається у пацієнтів саме з нейтропенією. Наявність нейтропенії є причиною підвищеної смертності при лікуванні раку.
Вроджена нейтропенія визначається числом нейтрофілів в крові (абсолютним числом нейтрофілів або АЧН) < 0,5 × 109/л та рецидивними бактеріальними інфекціями починаючи з раннього дитинства.

## Клінічні ознаки
Симптомами нейтропенії є гарячка, біль у горлі при ковтанні, больові відчуття в яснах, шкірні абсцеси, отити тощо. Подібні симптоми розвиваються як наслідок персистуючої інфекції на тлі нейтропенії. У дітей можуть проявлятись явища підвищеної збудливості, поганого самопочуття. Було також звернено увагу на гіпотензію як можливий супутній симптом.Проте до класичних проявів нейтропенії відносять гнійно-некротичну ангіну, гінгівіт, стоматит, оскільки саме слизова оболонка ротової порожнини підлягає найбільшому мікробному навантаженню і саме тут найчастіше виникає потреба в залученні до процесів антимікробного захисту нейтрофільних гранцулоцитів. Часто нейтропенією дебютують гострі лейкози.

### Класифікація

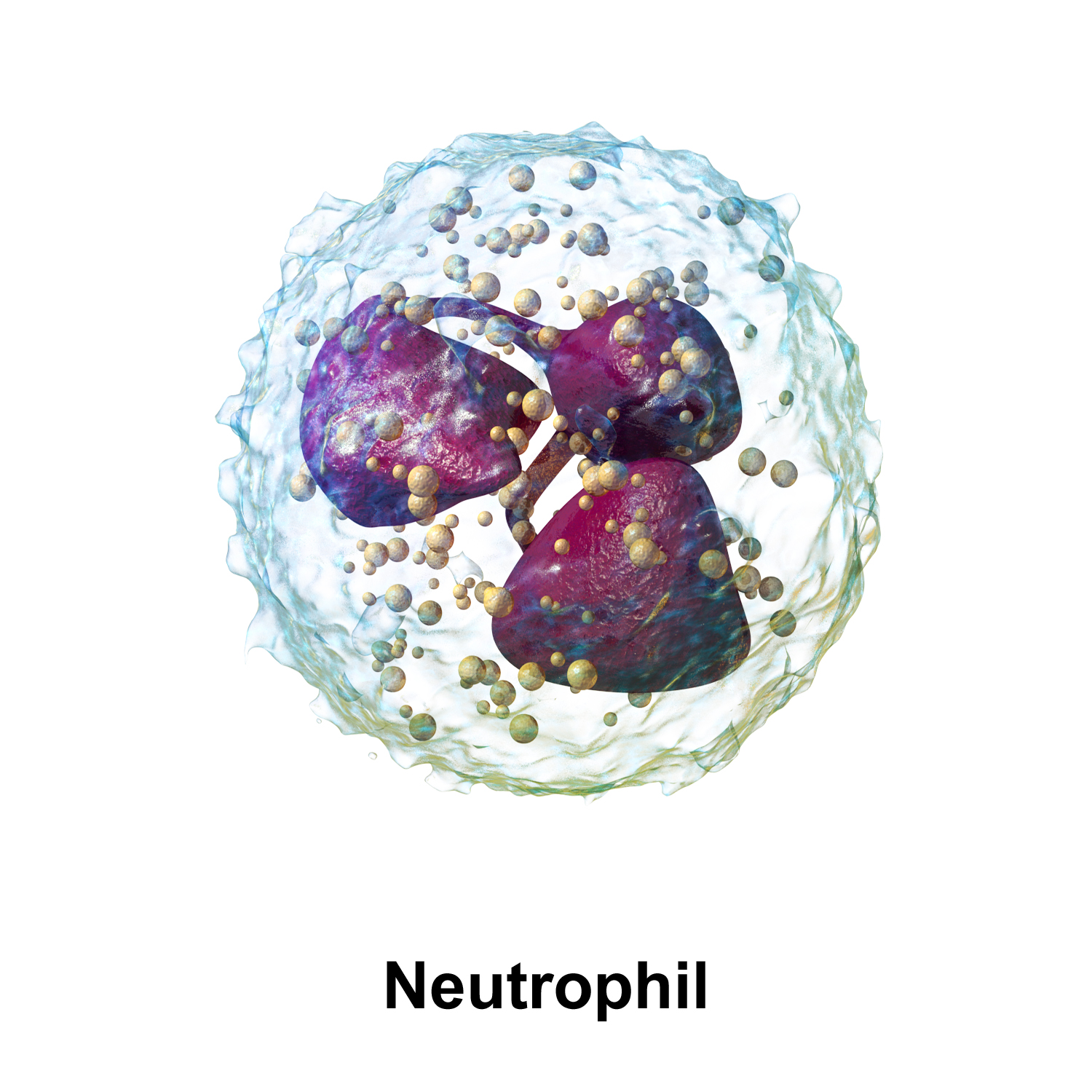

Нормальним та зазвичай прийнятним вважається діапазон числа нейтрофілів (АЧН) в межах 1500—8000 клітин на мікролітр (µl) крові в дорослих. Базуючись на АЧН можна виділити три форми важкості нейтропенії (числа дані в клітинах/µl):
- М'яка нейтропенія (1000 ≥ АЧН < 1500): мінімальний ризик інфекції
- Середня нейтропенія (500 ≥ АЧН < 1000): середній ризик інфекції
- Гостра нейтропенія (АЧН < 500): високий ризик інфекції.

Кожен з цих показників підраховується по формулі, де відсоток нейтрофілів (N) разом з їх попередниками нейтрофільними гранулоцитами (NG) множать на загальну кількість білих клітин крові (WBC) та ділять на 100:
АЧН = {\displaystyle (\%N+\%NG)\times (WBC) \over (100)}

## Діагноз
Нейтропенія, що розвинулась як відповідь на хіміотерапію, як правило, проявляється через 7—14 днів після лікування. Стани, які свідчать за розвиток нейтропенії, пошкодження слизових та шкірних оболонок, швидке відхилення абсолютної кількості нейтрофілів, при тривалості нейтропенії більше 7-10 днів, прояв інших хвороб, які існують у пацієнта.
Ознаки інфекції у пацієнтів можуть бути погано помітними. Іноді це просто загальне збільшення температури при ранніх спостереженнях. Пізніше може відбуватись також зниження температури — гіпотермії, які, як правило, розвиваються при сепсисі. Оцінка також робиться на всебічному обстеженні, із обов'язковим вивченням анамнезу, огляду місць розвитку інфекції, наприклад, пролежнів, придаткових пазух носа, носоглотки, бронхів і легенів, шлунково-кишкового тракту, шкіри.
Про імовірний діагноз нейтропенії можна здогадатись за допомогою виявлення низького числа нейтрофілів виконавши клінічний аналіз крові, проте, для встановлення діагнозу потрібні інші дообстеження. Коли є сумніви щодо діагнозу, або при наявності супутньої маскуючої патології може бути виконана біопсія кісткового мозку. Додаткові дослідження, які можуть бути проведені: повторні проведення підрахунку числа нейтрофілів, при підозрі на циклічні форми нейтропенії, тести на антинейтрофільні антигени, автоімунні скринінгові дослідження, (перевірка щодо СЧВ), перевірка рівня вітаміну B12 та фолієвої кислоти. Інструментальні методи обстеження, такі, як наприклад, бронхоскопія, фіброгастродуоденоскопія, а, особливо, ректальні обстеження не проводяться ввиду підвищеного ризику інфікування через слизові оболонки з розвитком, як приклад, параректальних абсцесів. Рутинні результати досліджень, такі як рентгенографія органів грудної клітки, клінічний аналіз сечі можуть бути недостовірними ввиду відсутності нейтрофілів.

## Лікування
З точки зору лікування нейтропенії рекомбінантний гранулоцитарний колонієстимулюючий фактор, такі як філграстим

 може бути ефективним у хворих з вродженими формами нейтропенії, включаючи тяжку вроджену нейтропенією і циклічної нейтропенії, необхідна доза значно варіює (в залежності від стану людини), щоб стабілізувати кількість нейтрофілів. Рекомендації по дієті під час нейтропенії в даний час вивчаються.
У більшості випадків у новонароджених нейтропенія має тимчасовий характер. Антибіотикопрофілактику не рекомендують через можливість формування бактеріальних штамів з множинною лікарською стійкістю.
Нейтропенія може лікуватись за допомогою гемопоетичних факторів росту, гранулоцитарно-колонієстимулюючого фактору (G-CSF) або за допомогою гранулоцито-макрофагально колонієстимулюючого фактору (GM-CSF). Це є цитокіни (речовини, які індукують запалення), які присутні в нормі у тілі. Ці фактори також регулярно використовують при лікуванні раку в дорослих та дітей. Ці фактори сприяють відновленню кількості нейтрофілів при використанні цитостатичної протиракової терапії.
Введення внутрішньовенного імуноглобуліну (IVIGs) показувало певний ефект у лікуванні нейтропенії з аллоіммуними та аутоімунними причинами нейтропенії, із швидкістю відгуку близько 50 %. Переливання крові при нейтропенії не ефективні.

### Прогноз
За відсутності лікування, пацієнти з гарячкою і абсолютним числом нейтрофілів <500 мають летальність до 70 % протягом 24 годин. Прогноз нейтропенії залежить від причини. Антибіотики поліпшують прогноз для пацієнтів з тяжкими формами нейтропенії. Нейтропенічна гарячка у людей, яких лікують від раку, дає летальність в межах 4-30 %.